# Rabča
Rabča é um município da Eslováquia, situado no distrito de Námestovo, na região de Žilina. Tem 25,16 km² de área e sua população em 2018 foi estimada em 5.052 habitantes.

## Demografia
| Ano:        | 1994 | 2004    | 2014    | 2024    |
| ----------- | ---- | ------- | ------- | ------- |
| Broj ljudi: | 3848 | 4360    | 4857    | 5402    |
| Razlika:    |      | +13,30% | +11,39% | +11,22% |

| Ano:               | 2023 | 2024   |
| ------------------ | ---- | ------ |
| Número de pessoas: | 5336 | 5402   |
| Diferença:         |      | +1,23% |